# Nationalpark Val d’Agri
Der Nationalpark Val d’Agri (italienisch Parco nazionale dell’Appennino Lucano Val d’Agri – Lagonegrese) erstreckt sich über eine Fläche von knapp 690 km² in der italienischen Provinz Potenza. Neben von Menschen geschaffenen historischen Stätten und Industriedenkmalen beherbergt der Nationalpark einen ausgedehnten Buchenwald bei Moliterno und hervorstechende Berglandschaften. Der Agri entspringt im Gebirgszug Serra di Calvello bei Marsico Nuovo und wird südlich von Montemurro durch einen Damm aufgestaut und bildet dort den Stausee Lago del Pertusillo im Nationalpark.
Der Nationalpark ist eines der jüngsten Naturschutzgebiete in Italien und wurde 2006 gegründet. In dem Park leben neben Fischottern, Mardern, Wanderfalken und Weißstörchen auch der Wolf und die Europäische Wildkatze.